# Гай Ливий Салинатор
Гай Ливий Салинатор (на латински: Gaius Livius Salinator; * 234 пр.н.е.; † 170 пр.н.е.) e политик на Римската република през края на 3 и началото на 2 век пр.н.е.

## Биография
Син е на Марк Ливий Салинатор (консул 219 и 207 пр.н.е.).
През 204 пр.н.е. Ливий става едил. Като претор през 202 пр.н.е. командва два легиона в Брутиум. През Втората македонска война Ливий ръководи като легат 199/198 пр.н.е. флотски операции. През 193 пр.н.е. е началник на конницата в битката при Мутина против боиите.
Въпреки военните си успехи той не е избран за консул през 192 пр.н.е. и става през 191 пр.н.е. за втори път претор. Като такъв и пропретор следващата година той е главнокомандващ на морските сили на Рим и съюзниците му по време на Римско-сирийската война против Антиох III Велики. Ливий постига важна победа над наварха Поликсенид в морско сражение край Корикус. В края на 190 пр.н.е. е посланик и привлича цар Прусий I на Витиния в римската коалиция.
През 188 пр.н.е. той е избран за консул с колега Марк Валерий Месала. Той отговаря за Цизалпийска Галия (Горна Италия), където основава на него наречения град Forum Livii (днес Форли).
От 211 пр.н.е. до смъртта си през 170 пр.н.е., Ливий е в колегията на понтифексите.